# ینافارم
ینافارم(به انگلیسی: Jenapharm) که با نام کامل (Jenapharm GmbH & Co. KG) شناخته می‌شود، شرکت داروسازی آلمانی است که در سال ۱۹۵۰ میلادی در آلمان شرقی بنیانگذاری شد. تمرکز اصلی این شرکت بر روی فرایندهای خاص تولید استروئیدها است. ینافارم همکنون زیر مجموعه‌ای از شرکت دارویی بایر آلمان است و دفتر اصلی آن در ینا آلمان واقع شده است.